# Günter Haritz
Günter Haritz, född den 16 oktober 1948 i Heidelberg, är en tysk tidigare tävlingscyklist. Som amatör ingick han i det guldvinnande västtyska laget i lagförföljelseloppen såväl vid Världsmästerskapen 1970 och 1973 som i Olympiska spelen 1972 (München). Hösten 1973 blev Haritz professionell och vann därefter elva sexdagarslopp (sju av dem med René Pijnen som partner), samt blev europamästare i derny 1974/1975 och i madison 1976/1977 (i par med Pijnen). Haritz tävlade även på landsväg och blev västtysk mästare i linjelopp 1974. Han deltog även i andra landsvägslopp men då vanligen i hjälpryttarens roll.

## Meriter
| 1970 Världsmästare i lagförföljelselopp (med Peter Vonhof, Udo Hempel och Ernst Claussmeyer) Västtysk mästare i omnium 1971 3:a i lagförföljelselopp vid Världsmästerskapen (med Colombo, Hempel och Vonhof) 1972 Olympisk mästare i lagförföljelselopp (med Jürgen Colombo, Udo Hempel och Günther Schumacher) Västtysk mästare i omnium Västtysk mästare i madison med Rainer Erdmann 1973 Världsmästare i lagförföljelselopp (med Günther Schumacher, Peter Vonhof och Hans Lutz) | 1974 Västtysk mästare i linjelopp 1975 2:a i linjelopp vid Västtyska mästerskapen 1976 3:a i linjelopp vid Västtyska mästerskapen 1979 3:a i linjelopp vid Västtyska mästerskapen |

### Professionell – bana

#### Europamästerskap ("Vintermästerskapen")[2]
| 1973/1974 3:a i omnium 1974/1975 Europamästare i derny 1975/1976 2:a i omnium | 1976/1977 Europamästare i madison med René Pijnen 1977/1978 3:a i madison med Wilfried Peffgen |

#### Västtyska mästerskap
| 1975 2:a i individuellt förföljelselopp 1976 2:a i individuellt förföljelselopp | 1977 2:a i madison med Dietrich Thurau |

#### Sexdagarslopp
| 1973/1974 3:a i Münsters sexdagars (nov.) med Udo Hempel 1974/1975 2:a i Dortmunds sexdagars (okt.) med Udo Hempel 3:a i Münsters sexdagars (nov.) med Udo Hempel 3:a i Zürichs sexdagars (nov./dec.) med Udo Hempel 3:a i Bremens sexdagars (jan.) med Udo Hempel 1975/1976 Vinnare av Londons sexdagars (sep.) med René Pijnen Vinnare av Frankfurts sexdagars (okt.) med René Pijnen Vinnare av Münchens sexdagars (nov.) med René Pijnen Vinnare av Münsters sexdagars (nov.) med René Pijnen Vinnare av Zürichs sexdagars (dec.) med Patrick Sercu Vinnare av Bremens sexdagars (jan.) med René Pijnen 2:a i Grenobles sexdagars (okt./nov.) med Bernard Thévenet 2:a i Kölns sexdagars (dec./jan.) med René Pijnen 2:a i Rotterdams sexdagars (jan.) med René Pijnen 3:a i Dortmunds sexdagars (okt.) med René Pijnen 3:a i Köpenhamns sexdagars (jan./feb.) med René Pijnen | 1976/1977 Vinnare av Berlins sexdagars (okt.) med Dietrich Thurau Vinnare av Frankfurts sexdagars (okt.) med Dietrich Thurau Vinnare av Grenobles sexdagars (okt./nov) med Bernard Thévenet Vinnare av Münsters sexdagars (nov.) med René Pijnen Vinnare av Kölns sexdagars (dec./jan.) med René Pijnen 2:a i Dortmunds sexdagars (okt.) med Dietrich Thurau 2:a i Zürichs sexdagars (nov./dec.) med René Pijnen 2:a i Maastrichts sexdagars (dec.) med René Pijnen 2:a i Rotterdams sexdagars (jan.) med Dietrich Thurau 3:a i Kölns sexdagars (dec./jan.) med René Pijnen 3:a i Bremens sexdagars (jan.) med René Pijnen 1977/1978 2:a i Münsters sexdagars (nov.) med René Pijnen 3:a i Grenobles sexdagars (okt./nov.) med Bernard Thévenet 1978/1979 3:a i Berlins sexdagars (sep.) med René Pijnen |